# Aïn Tedles
Aïn Tedles (în arabă عين تادلس) este o comună din provincia Mostaganem, Algeria.
Populația comunei este de 38.823 de locuitori (2008).